# Mos (Pontevedra)
Mos és un municipi d'Espanya a la Comarca de Vigo de la província de Pontevedra a Galícia. Limita amb Redondela i Pazos de Borbén al nord, Vigo a l'oest, O Porriño al sud, i Ponteareas a l'est.
| 6.094 | 7.367 | 8.876 | 13.102 | 14.214 |
| Fonts: INE i IGE (els criteris de registre censal variaren i les dades de l'INE i de l'IGE poden no coincidir.) |       |       |        |        |

## Història
A Mos es troben abundants restes arqueològiques que són testimoniatge d'una intensa ocupació del territori. Tanmateix, des de l'existència de poblaments prehistòrics documentats per la presència del Camp de Mámoas i la Pedra Cabaleira (dolmen amb restes de corredor incipient) no hi ha més dades fins a la romanització. En aquella època per Mos transcorria la via romana Braga-Santiago.
L'Ajuntament de Mos, va començar a utilitzar el títol de vila des de l'últim terç del segle xvii fins a primers del segle xix. A mitjan segle xiii era coneguda amb el nom de Molis; Les actuals parròquies de Mos estaven abans distribuïdes en tres jurisdiccions pertanyents a l'antiga província de Tui. Les de Mos i de Torroso depenien del marquès de Mos; Cela, Dornelas, Petelos i Sanguiñeda del Comte de Salvaterra i Guizán, Louredo, Pereiras i Tameiga, del Comte de Maceda. En 1599, Gabriel de Quirós, casat amb Violante de Sousa, descendent de la família real portuguesa, va fer informació de noblesa per a ser familiar de la Inquisició. A través de diferents enllaços matrimonials amb dames de la noblesa, el primitiu vedat va eixamplant la seva possessions i emparentant amb il·lustres llinatges, com els prínceps de Chinay, senyors de Lánzara, Castrelos, etc. Entre 1685 i 1686 Gabriel de Quirós rep el títol de Marquès de Mos de mans de Carles II; Des de 1776 té grandesa d'Espanya, mercè atorgada a Benito Correa y Sarmiento, quart marquès de Mos. En 1810 s'uneix el marquesat de Mos al de Valadares, al morir aquest sense descendència, i en 1908, al morir el marquès de La Vega de Armijo y de Mos, passa la propietat a una neboda, María Vinials, marquesa d'Ayerbe.

## Persones il·lustres
- Óscar Pereiro, guanyador del Tour de França 2006